# This Is Who I Am (álbum de Lena Katina)
This Is Who I Am é o álbum de estreia da cantora russa Lena Katina. Seu lançamento ocorreu em 18 de novembro. O álbum marca o "inicio" da carreira solo da cantora. Ainda em 2011, quando foi anunciado o fim do t.A.T.u., Lena lançou seu primeiro single solo, Never Forget, logo depois, ela e Julia continuavam com apresentações, mas acenavam continuar suas carreiras solo. Em 2013, Lena lançou o segundo single do álbum, Lift Me Up, e não muito depois, Lena e Yulia voltaram para um concerto na România e para se apresentarem na abertura nos jogos de Sochi de 2014, mesmo sendo por um curto período, elas lançaram seu último single em conjunto, Love In Every Moment, antes de anunciarem o fim da t.A.T.u. em definitivo. Em março, logo após a separação, Lena lançou um álbum ao vivo, European Fan Weekend. Em outubro, Lena lançou seu terceiro single solo, Who I Am e em Novembro seu primeiro álbum de estúdio solo.

## Alinhamento de faixas
| Versão padrão  |                             |                                                                    |                                                       |         |  |
| N.º            | Título                      | Compositor(es)                                                     | Produtor(es)                                          | Duração |  |
| 1.             | "All Around The World"      | Justin Gray, Jasmine Ash & Lena Katina                             | Justin Gray                                           | 3:29    |  |
| 2.             | "Who I Am"                  | Erik Lewander, Iggy Strange Dahl & Katina                          | Lewander & Sven Martin                                | 3:18    |  |
| 3.             | "Walking In The Sun"        | Maria Abraham, Katina, Jörg Kohring & Sven Martin                  | Sven Martin                                           | 4:11    |  |
| 4.             | "The Beast (Inside of You)" | Domen Vajevec, Steve Wilson, Katina, Martin & Boris Renski         | Domen Vajevec, Sven Martin & Boris Renski             | 4:06    |  |
| 5.             | "Something I Said"          | Katina, Steven Lee, Martin, Sammy Naja & Drew Ryan Scott           | Steven Lee, Sven Martin, Sammy Naja & Drew Ryan Scott | 3:46    |  |
| 6.             | "Lift Me Up"                | Ash, Jacques Brautbar & Katina                                     | Jacques Brautbar                                      | 3:23    |  |
| 7.             | "Fed Up"                    | Katina, Troy MacCubbin, Martin, Renski, Vajevec & Wilson           | Sven Martin, Domen Vajevec & Boris Renksi             | 3:17    |  |
| 8.             | "An Invitation"             | Maria Abraham, Katina, Kohring & Martin                            | Sven Martin                                           | 3:53    |  |
| 9.             | "Just a Day"                | Lene Dissing, Katinam, MacCubbin, Martin, Renski, Vajevec & Wilson | Sven Martin, Domen Vajevec & Boris Renski             | 4:42    |  |
| 10.            | "Wish on a Star"            | Katina, Martin & Vasiliki Karagiorgos                              | Sven Martin                                           | 4:16    |  |
| 11.            | "Waiting"                   | Sash Kuzma, Katina, Martin & Vajevec                               | Sash Kuzma, Lena Katina, Sven Martin & Domen Vajevec  | 3:33    |  |
| 12.            | "Never Forget"              | Hayden Bell, Sarah Lundback, Erik Lidbom & Katina                  | Erik Lidbom & Sven Martin                             | 3:35    |  |
| 13.            | "Lost in This Dance"        | Vajevec, Wilson, Katina, Martin & Renski                           | Sven Martin, Domen Vajevec & Boris Renski             | 5:35    |  |
| Duração total: | Duração total:              | Duração total:                                                     | Duração total:                                        | 51:00   |  |

| Bônus da edição espanhol |                                    |                               |                       |         |  |
| N.º                      | Título                             | Compositor(es)                | Produtor(es)          | Duração |  |
| 14.                      | "Golden Leaves" (com Noemi Smorra) | Fernando Alba, Kathleen Hagen | Alessandro Paolinelli | 3:20    |  |

| Esta Soy Yo    |                                            |         |  |
| N.º            | Título                                     | Duração |  |
| 1.             | "Levántame (Lift Me Up)"                   | 3:23    |  |
| 2.             | "Caminando en el Sol (Walking In The Sun)" | 4:16    |  |
| 3.             | "Llamándote (Running Blind)"               | 3:56    |  |
| 4.             | "La Bestia (The Beast (Inside of You))"    | 4:06    |  |
| 5.             | "Quédate (Stay)"                           | 3:29    |  |
| 6.             | "No Voy a Olvidarte (Never Forget)"        | 3:26    |  |
| 7.             | "Perdida en el Baile (Lost In This Dance)" | 5:36    |  |
| 8.             | "Levántame (Dave Audé Radio Remix)"        | 3:44    |  |
| 9.             | "No Voy a Olvidarte (Maragakis Remix)"     | 4:28    |  |
| 10.            | "Perdida en el Baile (Fly_dream Remix)"    | 6:04    |  |
| Duração total: | Duração total:                             | 41:08   |  |

## Histórico de lançamento
| País   | Data                   | Versão      | Formato              | Gravadora        |
| ------ | ---------------------- | ----------- | -------------------- | ---------------- |
| Mundo  | 18 de Novembro de 2014 | Padrão      | Download digital, CD | Katina Music Inc |
| Itália | 15 de Dezembro de 2014 | Padrão      | Download digital     | Katina Music Inc |
| Mundo  | 01 de Julho de 2016    | Em Espanhol | Download digital     | Katina Music Inc |

Notas
- O CD está disponível apenas na loja oficial de Lena Katina.[5]